# Sergio Solli
Sergio Solli (Napoli, 19 novembre 1944 – Agerola, 3 febbraio 2023) è stato un attore italiano.

## Biografia
Originario dei Quartieri Spagnoli, già da ragazzo lavorò come parrucchiere, lavorando al contempo in una troupe teatrale; dopo diversi spettacoli entrò nella compagnia di Eduardo De Filippo, che gli affidò ruoli in De Pretore Vincenzo (1976), Gli esami non finiscono mai (1976), Natale in casa Cupiello (1977), Quei figuri di tanti anni fa (1977), Le voci di dentro (1978) e Il sindaco del rione Sanità (1979). A partire dagli anni ottanta interpretò svariati film (venendo diretto spesso da Luciano De Crescenzo) e diverse serie televisive, tra cui Il marsigliese del 1975. Nel 2001 ha partecipato al film Fondali notturni diretto da Nino Russo e nel 2011 al corto di Terry Gilliam The Wholly Family, affiancando Cristiana Capotondi.
È morto ad Agerola, dove viveva da anni, il 3 febbraio 2023 all'età di 78 anni. I funerali sono stati celebrati il giorno dopo nella locale chiesa della Santissima Annunziata; riposa nel cimitero di Agerola.

## Filmografia

### Cinema
- No grazie, il caffè mi rende nervoso, regia di Lodovico Gasparini (1982)
- Scherzo del destino in agguato dietro l'angolo come un brigante da strada, regia di Lina Wertmüller (1983)
- Il petomane, regia di Pasquale Festa Campanile (1983)
- Sotto.. sotto.. strapazzato da anomala passione, regia di Lina Wertmüller (1984)
- Così parlò Bellavista, regia di Luciano De Crescenzo (1984)
- Il mistero di Bellavista, regia di Luciano De Crescenzo (1985)
- Stregati, regia di Francesco Nuti (1987)
- 32 dicembre, regia di Luciano De Crescenzo (1988)
- L'ultima scena, regia di Nino Russo (1989)
- 'O re, regia di Luigi Magni (1989)
- Basta! Adesso tocca a noi, regia di Luciano Emmer (1990)
- C'è posto per tutti, regia di Giancarlo Planta (1990)
- Ladri di futuro, regia di Enzo Decaro (1991)
- Nessuno mi crede, regia di Anna Carlucci (1992)
- Morte di un matematico napoletano, regia di Mario Martone (1992)
- Io speriamo che me la cavo, regia di Lina Wertmüller (1992)
- Il postino, regia di Michael Radford (1994)
- Croce e delizia, regia di Luciano De Crescenzo (1995)
- A spasso nel tempo - L'avventura continua, regia di Carlo Vanzina (1997)
- Fondali notturni, regia di Nino Russo (2001)
- E adesso sesso, regia di Carlo Vanzina (2001)
- Stregati dalla luna, regia di Pino Ammendola e Nicola Pistoia (2001)
- Pater familias, regia di Francesco Patierno (2003)
- Certi bambini, regia di Andrea e Antonio Frazzi (2004)
- L'aria salata, regia di Alessandro Angelini (2006)
- La seconda volta non si scorda mai, regia di Francesco Ranieri Martinotti (2008)
- Cosa voglio di più, regia di Silvio Soldini (2009)
- L'affare Bonnard, regia di Annamaria Panzera (2009)
- The Wholly Family, regia di Terry Gilliam (2011)
- Box Office 3D - Il film dei film, regia di Ezio Greggio (2011)
- Romanzo di una strage, regia di Marco Tullio Giordana (2011)
- To Rome with Love, regia di Woody Allen (2012)
- La kryptonite nella borsa, regia di Ivan Cotroneo (2012)
- Dimmelo con il cuore, regia di Alfonso Ciccarelli (2013)
- Smetto quando voglio, regia di Sydney Sibilia (2014)
- Effetti indesiderati, regia di Claudio Insegno (2015)
- Smetto quando voglio - Ad honorem, regia di Sydney Sibilia (2017)
- E se mi comprassi una sedia?, regia di Pasquale Falcone (2017)
- Le verità, regia di Giuseppe Alessio Nuzzo (2017)

### Televisione
- Il marsigliese, regia Giacomo Battiato – miniserie TV (1975)
- Un paio di scarpe per tanti chilometri, regia di Alfredo Giannetti – miniserie TV (1981)
- Padre part-time, regia di Massimo Antonelli – film TV (1983)
- Investigatori d'Italia, regia di Paolo Poeti – miniserie TV (1987)
- Don Tonino – serie TV, episodio 2x03 (1990)
- Nonno Felice, regia di Giancarlo Nicotra – sitcom (1993-1995)
- I grandi processi, regia di Valerio Jalongo – film TV, episodio Il caso Bebawi (1996)
- Anni '50, regia di Carlo Vanzina – miniserie TV (1998)
- Anni '60, regia di Carlo Vanzina – miniserie TV (1999)
- Un prete tra noi 2 – serie TV (1999)
- Distretto di Polizia – serie TV, episodio 2x18-8x10 (2001; 2008)
- La omicidi – serie TV (2004)
- Elisa di Rivombrosa – serie TV (2003)
- La squadra 3 – serie TV (2003)
- Matilde – film TV (2005)
- Un posto al sole d'estate – soap opera (2006-2007)
- La squadra 7  – serie TV (2006)
- Scusate il disturbo, regia di Luca Manfredi – miniserie TV (2009)
- I delitti del cuoco – serie TV (2010)
- Il caso Enzo Tortora - Dove eravamo rimasti?, regia di Ricky Tognazzi – miniserie TV (2012)
- Il clan dei camorristi, regia di Alessandro Angelini e Alexis Sweet – miniserie TV (2013)
- Le mani dentro la città – serie TV (2014)
- Il bosco, regia di Eros Puglielli – miniserie TV (2015)
- Romanzo siciliano, regia di Lucio Pellegrini – miniserie TV (2016)

## Teatro
- Lu curaggio de nu pumpiero napulitano (1975)
- Na santarella (1975)
- Uomo e galantuomo (1975)
- De Pretore Vincenzo (1976)
- Gli esami non finiscono mai (1976)
- Natale in casa Cupiello (1977)
- Le voci di dentro (1978)
- Gennareniello (1978)
- Il sindaco del rione Sanità (1979)
- Quei figuri di tanti anni fa (1978)
- Il contratto (1981)
- Se per caso un vecchio attore (2013)